# براندان والتر
براندان والتر (بالإنجليزية: Brendan Walter)‏ هو مصور وموسيقي أمريكي، ولد في 16 يونيو 1986 في فيلادلفيا في الولايات المتحدة.